# 塩谷惟頼
塩谷 惟頼（しおのや これより）は、平安末期の下野国塩谷郡の武将。

## 概要
源姓塩谷氏（堀江氏）の三代目。
惟頼がいつ頃生まれ、いつ頃に家督を継いだかは不明であるが、塩谷町の瑠璃堂の縁起には「嘉応元年（1169年）四月八日源惟頼の御世」との記述がある事から、この頃には、父の隠居又は死により、家督を継いでいたものと思われる。また、応保元年（1161年）から仁安3年（1168年）まで矢板城を居城としたという伝承もあるが、その真偽、また矢板城主の時代から家督を継いでいたのか否かなど、その詳細については不明である。
寿永2年（1183年）に源頼朝の平家追討軍に参加し、山城国宇治郷にあった木幡大明神に戦勝を祈願し、翌寿永3年（1184年）正月20日、宇治川の戦いに出陣し、戦功を挙げて勝利。その後も、平家と戦いながら転戦し、平家が滅亡すると文治2年（1186年）3月15日、戦勝に感謝し、木幡大明神を遷宮し、塩谷郡の惣社として木幡神社を創建し、塩谷氏の氏神とした。
その木幡神社の創建と同年に弟の惟広によって創建されたと伝わる喜連川神社に現在『塩谷少将伯耆守源惟頼公霊』として相殿に神として奉られている。

## 喜連川塩谷氏の系譜における惟頼
喜連川塩谷氏の系譜においても、惟頼は源姓塩谷氏の三代目に当たるが、先に説明した史実とは全く異なることが記されている。
塩谷少将伯耆守奥州関八洲国司伯耆権現之也、人皇七十七代後白河院御宇ニ也人皇七十九代六条院御宇ニ平清盛ニ国司職ヲサイラル塩谷ニ住居ス。治承二年（1178年）九月九日卒木幡ニ塩谷大明神創立ス。
このように記されているが、塩谷氏が伯耆守の官途を名乗るのは、重興塩谷氏（15世紀）の時代になってからであり、惟頼が治承2年に亡くなったとする点も史実とは合わないので、この記述は信頼することが出来ない。但し、惟頼の父惟純と錯誤している可能性もあり、記述の全てを虚偽として片付けることも出来ない。
ちなみに、喜連川塩谷系譜では、惟頼には、正義、頼房、義房の3人の男子がいるとされており、弟である惟広は、正義の次男、惟頼の孫となっている。